# Nollevaux
Nollevaux is een dorp in de Belgische provincie Luxemburg en een deelgemeente van Paliseul. In de deelgemeente liggen ook nog de gehuchtjes Plainevaux en Almache.

## Geschiedenis
De gemeente Nollevaux ontstond in 1893, toen dit werd afgesplitst van Fays-les-Veneurs. Nollevaux was een zelfstandige gemeente tot de fusie in 1977.

## Demografische ontwikkeling
- Bronnen:NIS, Opm:1831 tot en met 1970=volkstellingen, 1976= inwoneraantal op 31 december

## Bezienswaardigheden
- De Sint-Urbanuskerk uit 1877
- De Moulin de Nollevaux, een voormalige watermolen. De molen werd later als gîte en woning ingericht, en is begin 21ste eeuw eigendom van voormalig procureur Michel Bourlet.

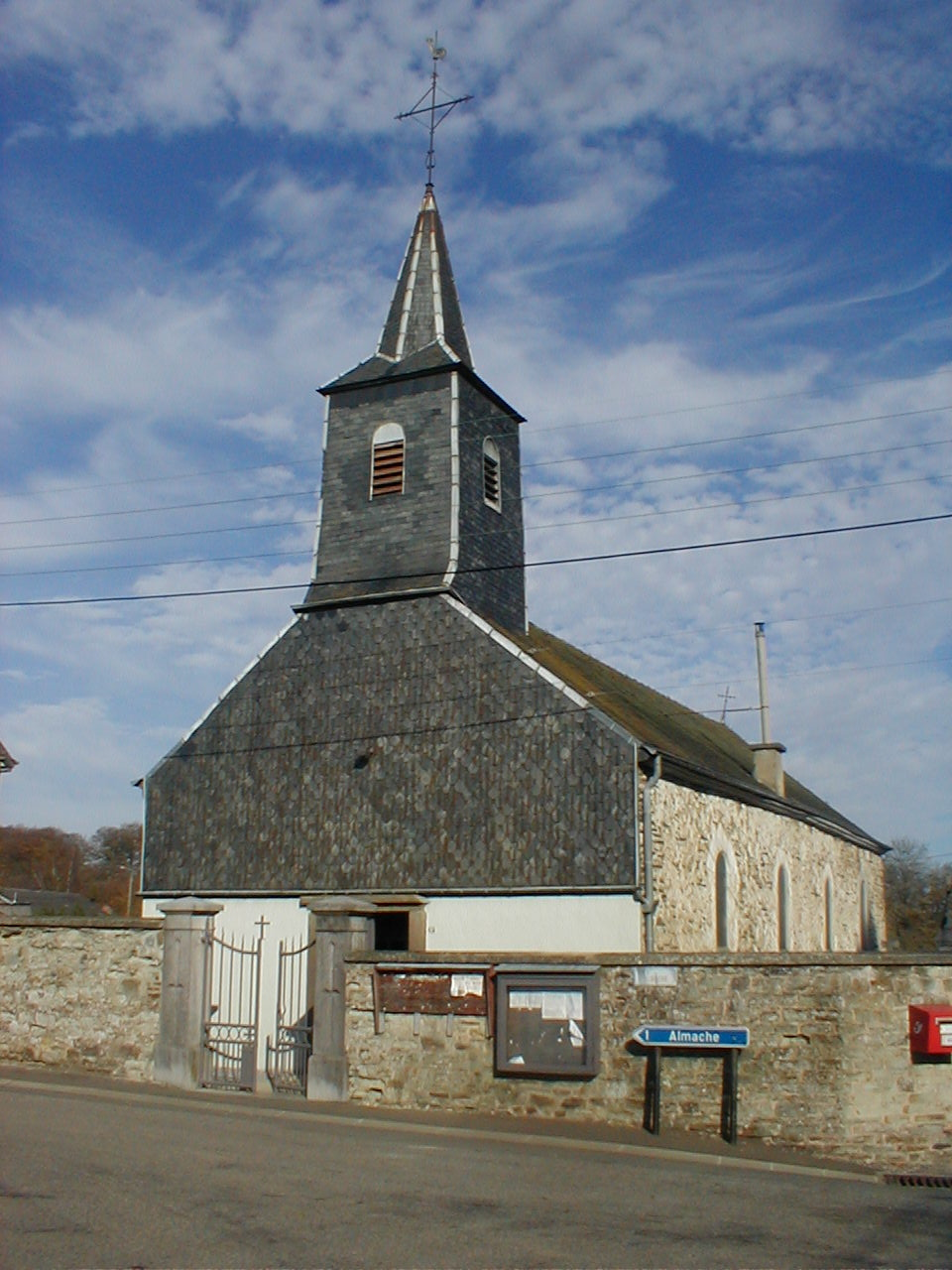
Sint-Urbanuskerk

Deelgemeenten: Carlsbourg · Fays-les-Veneurs · Framont · Maissin · Nollevaux · Offagne · Opont · Paliseul

Overige kernen: Almache · Beth · Bour · Frêne · Launoy · Merny · Our · Plainevaux · Saint-Eloi

Belgische gemeenten · Arrondissement Neufchâteau · Luxemburg · Wallonië